# پیش‌پا
پیش‌پا یا پا یا گام بخشی از پا است که لِنگ روی آن بوده و قسمت مقدم پا، قسمت قدامی پا، یا روی پا را در بر می‌گیرد.
این بخش از پا، گاهی همان «پا» نیز نامیده می‌شود. چنان‌که دهخدا می‌گوید: «پا. (اِ) رِجل. از اندامهای بدن و آن از بیخ ران تا سر پنجهٔ پای باشد شامل ران و زانو و ساق و قدم. پای؛ و گاه به معنی قسمت زیرین پا آید که عرب قدم گوید و آن از اشتالنگ تا نوک ابهام است.»

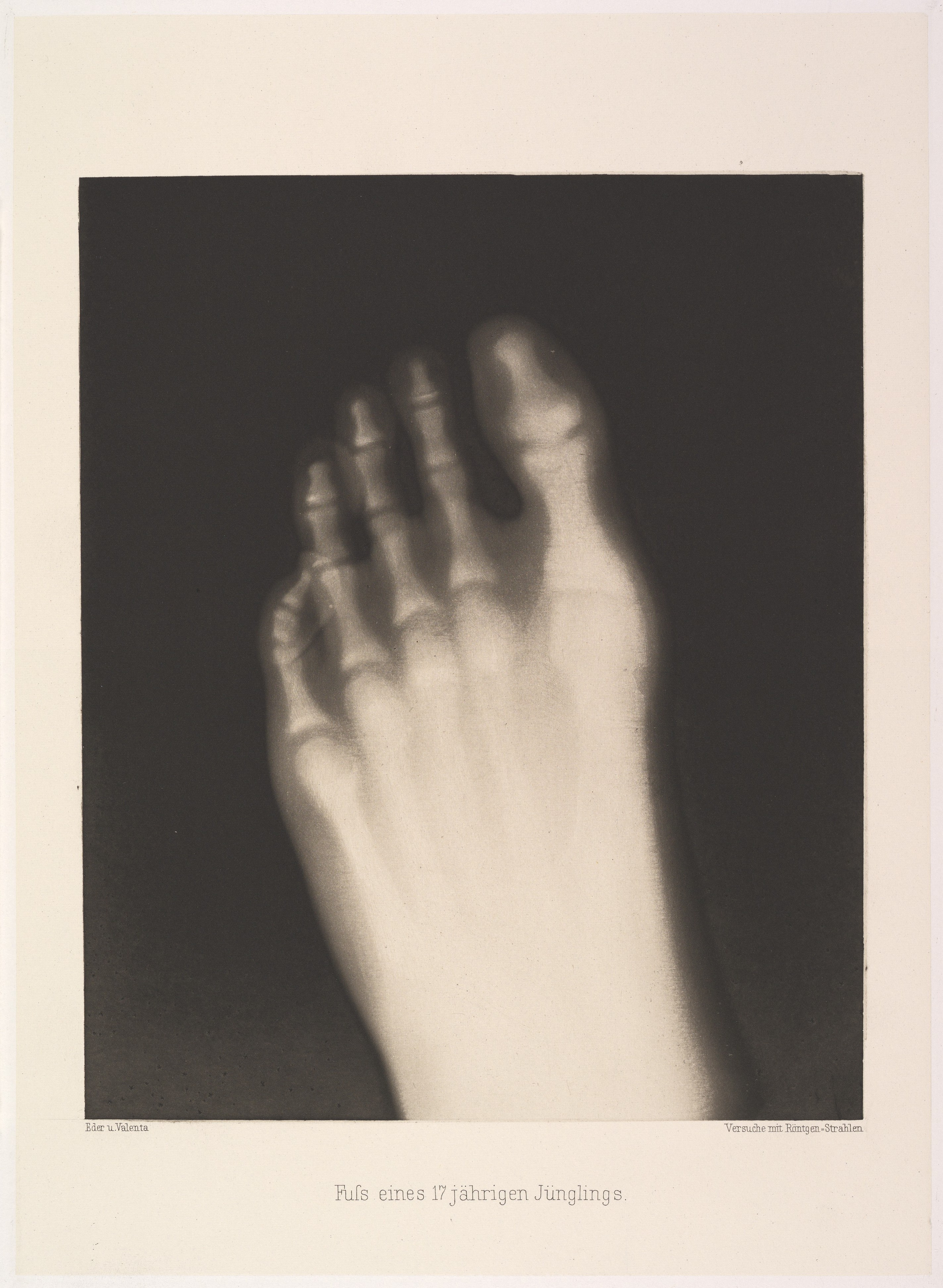
پیش‌پا زیر پرتو ایکس